# John Aldam Aizlewood
John Aldam Aizlewood, britanski general, * 4. januar 1895, † 27. september 1990.